# Goldman Sachs
A Goldman Sachs (teljes nevén The Goldman Sachs Group, Inc.) egy amerikai multinacionális vállalat, befektetési bank és pénzügyi szolgáltató, melynek székhelye New Yorkban található. Szolgáltatásokat nyújtanak befektetéshez, értékpapírokhoz, vagyonkezeléshez, kockázatkezeléshez, illetve elsődleges brókeri szolgáltatásokat (prime brokerage) hedge fundok számára. Ezen felül befektetési banki tevékenységet végeznek intézményi befektetőknek.
A Goldman Sachs a világ egyik legnagyobb befektetési bankja, és egyben az amerikai állampapír piac elsődleges kereskedője, általánosságban pedig az értékpapír piac egyik prominens szereplője. A céget 1869-ben alapították, székhelye Lower Manhattanben található, kiegészítve további irodákkal a világ más pénzügyi központjaiban.
A cég másodlagos jelzáloghitel-piacnak való kitettségének eredményeként a 2007-2008-as pénzügyi válságban a Goldman Sachs is komoly bajba került, és az amerikai Államkincstár 10 milliárd dolláros pénzügyi mentőcsomagjára volt szüksége a csőd elkerüléséhez. A 2008 novemberében megkapott állami befektetést 2009 júniusában fizette vissza a bank.
Az Egyesült Államok legnagyobb értékű vállalatait rangsoroló Fortune 500-as listán a Goldman Sachs a 62.helyet foglalta el 2020 májusában.

## Története
A vállalatot 1869-ben alapította egy német bankár, Marcus Goldman. 1882-ben veje, Samuel Sachs csatlakozott a céghez. 1885-ben Marcus fia, Henry és veje, Ludwig Dreyfuss csatlakozott a vállalathoz, ekkor vették fel a Goldman Sachs nevet. 1896-ban csatlakoztak a New York-i tőzsdéhez. 1917-ben Marcus Goldman lemondott, így az irányítás a Sachs család kezébe került. Első nemzetközi fiókjukat 1970-ben nyitották meg Londonban. 1986-ban a cég belépett a londoni és tokiói tőzsdére is. 1999-ben nyilvános részvénytársaság (public company) lett. 2016-ban internetes bankot alapítottak, GS Bank néven. Ugyanebben az évben szintén új bankot alapítottak, "Marcus by Goldman Sachs" néven.

## Fordítás
Ez a szócikk részben vagy egészben  a   Goldman Sachs című angol Wikipédia-szócikk fordításán alapul.  Az eredeti cikk szerkesztőit annak laptörténete sorolja fel. Ez a jelzés csupán a megfogalmazás eredetét és a szerzői jogokat jelzi, nem szolgál a cikkben szereplő információk forrásmegjelöléseként.